# صبا سحر
صبا سحر هي منتجة أفلام ومخرجة وممثلة أفغانية، ولدت في 28 أغسطس 1975 في كابل في أفغانستان.

## وصلات خارجية
- صبا سحر على موقع IMDb (الإنجليزية)
- صبا سحر على موقع ألو سيني (الفرنسية)
- صبا سحر على موقع كينوبويسك (الروسية)